# エドワード・ロビンソン (学者)
エドワード・ロビンソン（Edward Robinson、1794年4月10日 – 1863年1月27日）は、「聖書地理学の父 (Father of Biblical Geography)」と称される、アメリカ合衆国の聖書学者。「現代パレスチナ学の創始者 (founder of modern Palestinology)」とも呼ばれる。

## 経歴
ロビンソンはコネチカット州サジントンに生まれ、農場で育った。1810年から1811年には、同州内のイースト・ヘイブン (East Haven) やファーミントン (Farmington) で教鞭を執った。その後、おじセス・ノートン (Seth Norton) が教授を務めていた、ニューヨーク州オナイダ郡クリントン (Clinton) のハミルトン・カレッジに学んだ。1816年にカレッジを卒業した後、1821年に、自ら編纂した『イーリアス』の1-9、18-19巻を出版する目的でマサチューセッツ州アンドーバー へ赴いた。そこでロビンソンは、自著『Hebrew Grammar』（ヘブライ語の文法書）の第2版（1823年刊行）の準備をしていたモーゼス・スチュアート (Moses Stuart) の助手となり、1825年にはクリスチャン・エイブラハム・ウォール (Christian Abraham Wahl) の『Clavis Philologica Novi Testamenti』（ラテン語で書かれた新約聖書の語彙目録）を英語に翻訳した。1826年から1830年にかけてヨーロッパへ留学して、その期間の大半をハレとベルリンで過ごし、帰国後はアンドーヴァー神学校で、1830年から1833年まで、聖書文献学の特任教授となった。
1828年、ロビンソンはドイツ人の作家テレーゼ・アルベルティン・ルイーズ・フォン・ヤーコブ (Therese Albertine Luise von Jakob) と結婚した。
ロビンソンは1831年に『Biblical Repository』誌を創刊し、4年間その編集に従事した。また、1843年には『Bibliotheca Sacra』誌を創刊し、 『Biblical Repository』を統合した。この間、ボストンで3年間をかけて、ギリシア語の語彙目録（レキシコン）作成に取り組んだ。病のためにニューヨーク市へ移ることとなったロビンソンは、1837年にユニオン神学校で聖書文献学の教授となり、没するまでその地位にあった。

## パレスチナの探険

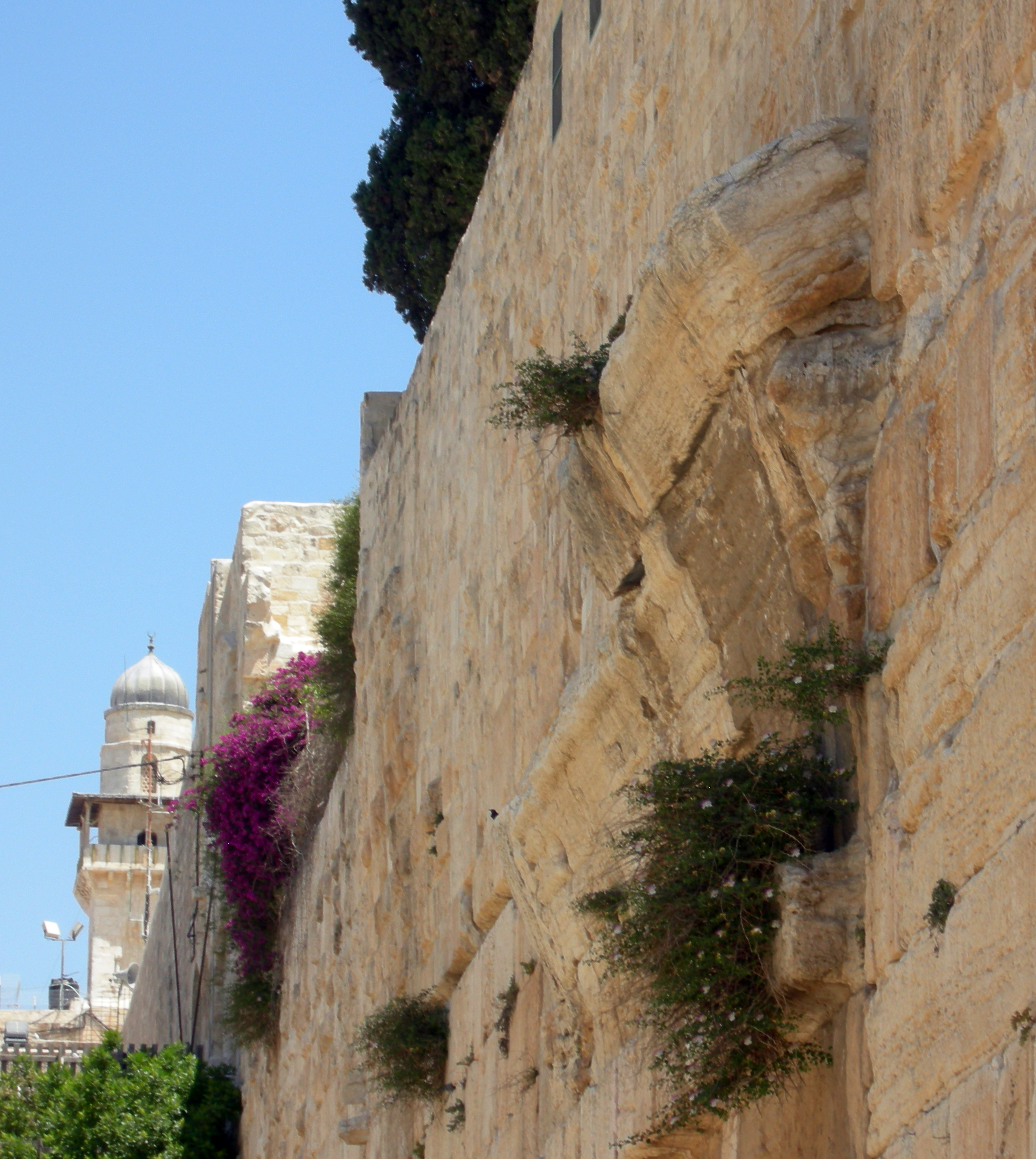
神殿の丘の南西側に位置するロビンソン・アーチは、かつて神殿へ至る階段を支えていたもの。

1838年、ロビンソンはイーライ・スミス (Eli Smith) とともにパレスチナを訪れ、その成果をまとめた『Biblical Researches in Palestine and Adjacent Countries』を出版し、これに対して1842年にイギリスの王立地理学会から金メダル（パトロンズ・メダル）を贈られた。1847年には、アメリカ芸術科学アカデミー会員（フェロー）に選出された。ロビンソンは、スミスとともに、何十カ所もの古代の場所の同定作業を行ない、その中には紀元前701年から702年にかけてのアッシリアによるエルサレム包囲 (Assyrian Siege of Jerusalem) の直前にヒゼキヤが掘らせたというトンネル（ヒゼキヤのトンネル：Hezekiah's Tunnel）もあったが、トンネルの南端からシロアム碑文 (Siloam inscription) が出土したのは、その後になってからのことであった。エルサレム旧市街にあるロビンソン・アーチ (Robinson's Arch) は、ロビンソンにちなんで名付けられたものである。ロビンソンとスミスは、1852年にさらに調査を行うため、パレスチナを再訪した。ロビンソンにとって、1856年に 『Biblical Researches in Palestine and Adjacent Countries』の増補版がドイツ語と英語で同時に出版されたことは、1836年にヴィルヘルム・ゲゼニウス (Wilhelm Gesenius) のヘブライ語の語彙目録の翻訳と、ギリシア語の新約聖書語彙目録を刊行したとき以来の、大きな達成であったのであろう。既に、このかつての業績によって、学者としてのロビンソンの地位は不動のものとなっており、ギリシア語語彙目録の序文でロビンソンは「これたふたつを合わせれば、聖書原典のすべてを網羅した語彙目録となる」と記していた。しかし、これに加えて3点の主要著作が出され、その後の考古学的フィールド調査への筋道を示したことによって、この方面の「創始者 (Founder)」としてのロビンソンの評判はさらに高められた。1941年、G・アーネスト・ライト (G. Ernest Wright) は、ロビンソンが打ち立てた定式を評価する立場から、ネルソン・グリュック (Nelson Glueck) の『The Other Side of the Jordan』で報告された先駆的な調査の内容についての書評に、次のように記した。「グリュックの探険は何者にも劣るところがない、エドワード・ロビンソンの業績があるところは別としてのことだが。 (Glueck’s explorations are second to none, unless it is those of Edward Robinson.)」

## おもな著書
- Dictionary of the Holy Bible for the Use of Schools and Young Persons (Boston, 1833)
- Greek and English Lexicon of the New Testament (1836; last revision, New York, 1850)
  - Christian A. Wahl Clavis Philologica Novi Testamenti を下敷きにしたもの。この語彙目録は、ウォールの業績の翻訳という枠組を越え、アメリカ合衆国における標準的な権威ある典拠となり、イギリスでも何度も版を重ねた。
- Biblical Researches in Palestine and Adjacent Countries (three volumes, Boston and London, 1841; German edition, Halle, 1841; second edition, enlarged, 1856)
- Greek Harmony of the Gospels (1845; second edition, 1851)
- English Harmony of the Gospels (1846)
  - Harmony の改訂版は、マシュー・ブラウン・リドル (Matthew B. Riddle) が編集して1885年と1886年に刊行された。
- Memoir of Rev. William Robinson, with some Account of his Ancestors in this Country (printed privately, New York, 1859) 
  - サジントンの会衆派教会で41年間牧師を務めた父についてのスケッチ。
- Physical Geography of the Holy Land (New York and London, 1865) 
  - Biblical Researches の補遺。ロビンソン夫人が編纂にあたった。

## 編著・翻訳
ロビンソンが編集や翻訳を手がけたもの
- Philipp Karl Buttmann's Greek Grammar (1823; third edition, 1851)
- Georg Benedikt Winer's Grammar of New Testament Greek (1825), with Moses Stuart
- Christian A. Wahl's Clavis Philologica Novi Testamenti (1825)
- Wilhelm Gesenius's Hebrew Lexicon of the Old Testament, including the Biblical Chaldee (1836; fifth edition, with corrections and additions, 1854)

## 改訂
- Augustine Calmet's Dictionary of the Bible (Boston, 1832)